# آنی جامپ کانن
 آنی جامپ کانن (انگلیسی: Annie Jump Cannon؛ زادهٔ ۱۱ دسامبر ۱۸۶۳ – ۱۳ آوریل ۱۹۴۱) یک ستاره‌شناس اهل ایالات متحده آمریکا بود ، که از مهم‌ترین دانشمندان معاصر در زمینه رده‌بندی ستارگان بشمار می آید .
او اعتبار خود را از ایجاد طرح رده بندی ستارگان در دانشگاه هاروارد به همراه ادوارد چارلز پیکرینگ بدست آورد ، که اولین تلاش جدی برای سازمان دادن و دسته بندی کردن ستارگان بر اساس درجه حرارت آن‌ها بشمار می آید .
وی همچنین برنده جوایزی همچون نشان هنری دراپر شده‌است.